# ブラック・ジャック (架空の人物)
ブラック・ジャックは、手塚治虫の漫画『ブラック・ジャック』に登場する架空の人物・医師（無免許）。本名は間黒男（はざま くろお）。

## 人物像
無免許の天才外科医。
作中を通し、ほぼ「ブラック・ジャック」と呼ばれているが、幼少時代、および医学生時代の回想シーンでは「クロちゃん」「クロオ」「間」と本名で呼ばれている。血液型はO型。
一人称は「私」もしくは「俺」。二人称は「おまえさん」、「あんた」を多用し、本人自身、口癖であることを認めている。また、語尾に「～ですぜ」と付ける口調も多用する傾向にある。老若男女を問わず、無遠慮な態度、言葉遣いで接するが、敬語は案外と使う。
シリーズ中、年齢について言及されたシーンは1度もない。ただし、爆弾事故にあった当時8歳という点は数回明示されている。爆弾事故については劇中で幾度か「○○年前」と言及されており、第202話『20年目の暗示』では、爆弾事故は「20年前」と語られている。よって、この時点ではブラック・ジャックの年齢は28歳と設定されていたと考えられる（手塚がブラック・ジャックの年齢を28歳と決めたのは、当時担当だった2代目の担当編集者の年齢にちなんだと言われる）。また、第233話『骨肉』では爆弾事故が「25年前」と語られており、この時点では年齢は33歳ということになる。また、文庫版第6巻の巻末解説（豊福きこう）にて、B.Jこと間黒男の生年は昭和23年（1948年）前後と推定できるということが記されており、これに基づくならば、連載開始の1973年の時点での彼の年齢は25歳ということになる。手塚本人の作ではないが、ブラック・ジャックの大学時代を描いた『ヤング ブラック・ジャック」』（脚本：田畑由秋 / 漫画：大熊ゆうご）では1946年生まれになっている。
手術の腕は、まさに天才そのもの。自らも「世界一」との自信を持つ。実際、ブラック・ジャックにしか治せない症例は多い。「医師が技術に見合う報酬を要求することは当然」というポリシーを持つことから、非常に高額の報酬を要求し、相手が怒り出したり払えないと言ったりすればすげなく断る。金持ちには容赦なく請求し、支払いが滞れば金融業者からも「手本にする」と皮肉られるほどしつこく取り立てを行うが、庶民には高額の手術料を突き付けるものの、それも「生きるためにはどんな苦労も惜しまない」患者と家族の覚悟を試すための行動であることが大半であり、結果的に安値や無料で手術を行うことも多い（詳細は後述）。非常に義理堅い一面があり、いったん交わした約束は相手によらず、たとえその場しのぎのものであっても、あらゆる悪条件を克服して必ず守る。冤罪を着せられた自分を救ってくれた人物に対し、「もし怪我などをしたら自分が手術をして治す」と約束した際には、後にその人物が生命の危機にあることを知るや入院先の病院を平然と買い取ってまで手術に臨んだうえ、整形手術を施して彼を逃げ延びさせた。また、野生動物や自然に対する愛情も強く、身勝手な人間に傷つけられた動物を無償で救うことも多いほか、得た莫大な報酬であちこちの自然の美しい島を購入することにより、自然保護に勤しんでいる。
医学界では評判が悪いが、同じ医大出身の手塚治虫（作者本人のスターシステム出演）をはじめ医者友達が複数おり、大学時代の先輩・竹中に競馬の掛け金をたびたび無心されても断ることなく合計3千万円も貸すなど、付き合いもいい。しかし、孤高の天才であるがゆえの孤独感を抱いており、自分と人物を並び立つほどの外科技術の持ち主を友人として求めてもいる。
手を施しても無意味に終わる、他の治療手段の方が良いなどの事情があれば手術を行わないか、途中で止めてしまうことがある。爆発物によって視力を失った女性について警察から「犯人を見つけるために眼球の移植手術で視力を回復させてほしい」と依頼された際には、ブラック・ジャックの技術を用いても5分しか視力が戻らないため、二度も視力を失う苦しみを味わうことになるとの理由から手術拒否を表明していた。また、極めて成功率の低い手術を頼まれた際も一度は拒否したが、テレビの向こうで堂々と本間を見下した医者が同じ病気の患者を手術すると聞いた時は意地になり、自分も手術を行っている（相手は失敗し、ブラック・ジャックは成功させたため、相手は自信を完全に打ち砕かれている）。
自らを「命を何よりも大切に思う男」と称しているが、それは生きようとする命を指す。第21話『その子を殺すな!』でも描かれているように無頭児や脳死患者など、生きる意志が失われた命を救おうとはせず、むしろ命を絶っている。ただし、脳死判定の難しさについてのエピソードもある。

### 生い立ち
幼い頃、宅地造成業者らによるずさんな不発弾処理が原因で母と共に爆発事故に遭ったが、名医の本間丈太郎による大手術を経て奇跡的に助かった。後にブラック・ジャックは、医者を志した理由として本間に憧れたことを本人に打ち明けているほか、本間を侮辱した医師に激高したことがある。
手術時、顔面左部分に黒人混血児（ハーフチルドレン）の親友・タカシの皮膚を移植したため、皮膚の色が2色になっている。これが、他人にブラック・ジャックの容姿が気味悪がられる原因となるが、彼自身はタカシへの感謝と友情から色の異なる皮膚を大切に思っており、別の皮膚と取り替えてはどうかと勧められても拒んでいる（第99話『友よいずこ』）。また、爆発時の恐怖心によって髪の毛の右半分が白髪になっているため、髪の色は白黒2色となっている。顔や髪以外にも、全身には無数の手術痕が残っている。
手術後は半身不随に近い状態であったが、必死のリハビリによって負傷前と同様の身体能力を回復する。しかし母は言葉を交わすこともできなくなるほどの重傷を負い、父はそんな妻と息子を見捨てて愛人の蓮花と共にマカオへ去る。その後、まもなく母は死亡し、天涯孤独の身となった黒男は母への強い思慕と事故の責任者たちへの復讐心を胸に成長することとなった。
こうした生い立ちゆえに極度のマザコンでもあり、母を蔑ろにする人間に対しては「腹の虫が煮えくり返る」「母のためなら100億円でも安い」など手厳しい言動をとることが多い。逆に、母を大事にする人間に対してはかなり親切に接する。また、幼い子供に対しては優しく接することが多い。ただし、基本的には他人に対する態度は冷たく、不愛想で「ネクラ」と表現されたこともある。これは、手術の傷跡を気味悪がられて小学校に戻った後もほとんど友人ができなかったため、次第に周囲と打ち解けない頑固な性格になってしまったためである。
子供の頃から、復讐のためにダーツの腕を磨いており、悪漢に襲われた時などには投げナイフのようにメスを投げることで応戦する。だが、ダーツが原因で学生当時に旧友のゲラに重傷を負わせ、結果的に死なせてしまった時は激しく後悔している。
助手として一緒に暮らしているピノコには突き放したような言動を取ることも多いが、実際には彼女の無茶なワガママを聞いたり、何か騒動を起こした時には厳しく叱るなど、いざという時には身を挺して助けようとする。もっとも、ブラック・ジャックの「おくたん（奥さん）」を自認するピノコは、自分を娘として扱うその態度に不満な様子。原作でのブラック・ジャックは、ピノコが登場した後には喜怒哀楽をよく見せるようになっている。
女性関係に対しては（ピノコは別として）、はっきり恋人関係であったことが語られているのは医局員時代の同僚の如月めぐみだけである（第50話『めぐり会い』）。自分が手術した患者などの女性に想いを寄せられることは多いが、いずれもクールに断ったり相手の前から姿を消したりと、恋仲にはなっていない。ただ一時、冷酷にメスを振るうことから「ブラック・クイーン」の異名を取る女医、桑田このみに想いを寄せたことはある。しかし恋人がいると知り、「ジャックからクイーンへ」と書かれた手紙を渡さず破り捨てている（第57話『ブラック・クイーン」』）。その後のエピソードで、桑田このみは終電車でブラック・ジャックと再会している。彼女は既婚にもかかわらず、ブラック・ジャックに自分の想いを告白するが、ブラック・ジャックは「確かに、私はあなたが心に焼き付いたことがありますがね、それももう過ぎた話です」と無下に突き放している（第199話『終電車』）。なお本人は女性の容姿については「美人も八頭身も興味は無い。どうにでも整形できるからな」と語っており、実際にある美人トップアイドル歌手の顔が彼の整形手術により作られたものである事が明かされている。

## 容姿・服装
- 頭髪の色は黒色で、前髪と襟足が長めの髪型であるが、一部分は白く変色している。これは、幼少時に母の死を目の当たりにした恐怖から頭髪の半分が白髪になったものであるが、連載当初は手塚治虫曰く「髪の艶」だったそうで、これらの設定は後付けである[注釈 12]。
- 右眉の上から眉間を経て左頬にかけての縫合痕（傷痕）を境に、左側の顔の皮膚の色がタカシからの皮膚移植により異なっている。原作では美術上の都合から青色で表現されているが、アニメ版では地肌より少し濃いめの茶色となっている。三白眼（連載当初は黒目がち）であるが、顔立ちは整っており、作中で何度か周囲の人物にそのように言われている。実際、ブラック・ジャックの優しい面を知ると、好意を寄せる女性が多い。どちらかというと父似である。
- 真夏や熱帯でも、極寒地でも、外出時には黒を基調としたコート（アニメ版ではマント）やスーツを着ている。インナーは白のワイシャツで、リボンタイを使用している。色は青色→赤色→緑色と変化（アニメでは赤色に統一）。大学を出たばかりの当時は普通のネクタイを締めていたため、リボンタイを締めるようになった理由は住まいを建てた丑五郎にちなんでいると考えられる[4]。黒色のベストを着用している場合もある。これ以外の外出着は喪服とタキシードぐらいしか見せてない。真っ黒のコートを羽織った格好でハワイを訪れた際には、現地民に「どうしてそんな暑そうな格好をしているのか」と尋ねられたことがある。コート（マント）には常にメスを忍び込ませているが、これが「手頃な防弾着にもなる」と発言しており、実際に銃撃から命を守られたこともある。

## 携行品など
- コートの内側にメスや鉗子などの簡易な医療器具、場合によっては医薬品が収納してあり、有名なナイフ投げならぬメス投げの際に使用するメスはここから取り出す。このメスは、鍛冶師・憑二斉の手によって鍛えられた逸品である。
- 外出時はいつも医療鞄を携行している。外国で反逆者として軍に連行された際には催涙ガスを噴出していた（第63話『オオカミ少女』）。
- どんな場所でも手術できるよう、膨らませて使用するビニール製の透明なテント状の無菌室（無菌カプセル）を携行しており、実際にたびたび使用している。また、雷雨のなかでも使用できる、硬質ガラス製のメスを披露したこともある。
- ポケットに大量のてるてる坊主を入れていて、雨の日には診察した患者全員に手渡しているというエピソードがあった[注釈 13]。

## 家族
妻を自称するピノコと二人暮らし。ピノコは双子の姉の体内に内臓が一通り揃う形で存在する奇形嚢腫だったが、ブラック・ジャックの手術によって人間として再生され、誕生した少女である。ブラック・ジャックとの法的関係については、作中では明らかにされていない。ただしピノコを学校に入れるためにブラック・ジャックが尽力したこともあり、世間的には保護者と被保護者という関係のようである（第116話『ハッスル・ピノコ』）。野良犬を保護し、「ラルゴ」と名付けて飼ったことがある（テレビアニメ版ではラルゴはレギュラーキャラクターとなっている）。
ブラック・ジャックとその母を捨てた父はマカオ（もしくは香港）の豪邸に移り住み、蓮花という中国人女性と結婚して小蓮という娘をもうけたが、後に脳卒中で死亡し、遺骨はブラック・ジャックによって母と同じ墓に埋葬された。その時、ブラック・ジャックが片足を負傷していたため、父の遺体の一部はまもなくブラック・ジャックのもとへ運ばれ、移植された。
ブラック・ジャックにとって継母にあたる蓮花は、病に侵されて顔の皮膚がただれたため、父がブラック・ジャックに美容整形手術を行わせた。その際に父は「世界一の美女にしてくれ」と依頼したが、ブラック・ジャックが「まだお母さんをすこしでも愛していますか」と尋ねた際に否定したため、ブラック・ジャックは薄情な態度への報復として、彼が世界で最も美しいと信じる実母の顔に整形した（蓮花本人はこのことを知らずに、その顔にとても満足した）。しかし、蓮花の性根は身も心も美しかった実母とは大違いで、ブラック・ジャックに美容整形をしてもらった恩があるにもかかわらず、娘が父の遺産をすべて相続できるようにとゴロツキに依頼してブラック・ジャックを監禁させるという卑怯な一面を見せる。
父とは断絶関係にあったため、ブラック・ジャックは異母妹である小蓮の存在を知らなかった（第233話『骨肉』）。小蓮は美女でお嬢様育ち。気が強く、異母兄のブラック・ジャックのことは遺産目当てで近づいてきたと思って嫌っていたが、彼がマカオへやってきた本当の理由を知ったことで態度を軟化させる。そして、母が自分のために卑劣な手段を取って兄を負傷させたことを知って激怒し、母に唾棄して父の遺体をブラック・ジャックの手術のために引き渡すように言い渡した。帰国するブラック・ジャックの後を追って空港へ駆けつけ、そこで母が雇った暴漢の銃撃からブラック・ジャックを庇い、「兄さん」と呼びかけながら死亡する。一方、警察から「知り合いですか？」と問われたブラック・ジャックは「赤の他人だ」と言ったのみで立ち去った。
2006年のTVアニメ『ブラックジャック21』では、もう一人の異母妹「紅蜥蜴」が登場している。

## 医師免許・技術
無免許だが、地方大学の医学部（本人及び同期生が言うには三流大学）を卒業している。大学在学中には周りからは「医局の天才」とも言われていた。原作のエピソードの中には、かつては大学病院に勤務していたものもあり、その頃は医者免許を所持していた描写もあるが、細かな設定がエピソード毎に異なっているケースも多く、実際に過去に医者免許を所持していたかどうかは明確ではない。免許を取得しない理由についてはさまざまな描写があり、明確ではない。作中で紹介された限りでは、肩書やルールが嫌いといった性格的なもの、あるいは日本医師連盟の姿勢に反発している、法外な治療費を要求するためにあえて免許を取得しないなどの理由のほか、とある病気を前にするとトラウマから手が震えてメスを持てなくなるのでとれないという心理的な理由などがあった。ただし、原作の連載初期には世界医師会連盟による「技術と数々の業績により、特例で医師免許を与えたい」との申し出には快諾しようと動いたものの、結局はそれが駄目になって落ち込む」とのエピソードも描かれている。テレビアニメ版では、大学病院の勤務医時代に日本では禁じられている移植手術をするかしないかで上層部と対立したため、医師免許を剥奪されたというオリジナルエピソードが描かれている。
医師としての専門は外科だが、一般外科だけでなく特別な知識と技術の必要な心臓外科や脳外科もこなせる。外科以外にも、内科や眼科、薬学、果ては獣医学までも含めて医療全般に精通しているらしく、それら専門外の治療も行うことができる。美容整形にも通じており、らい病に罹った父の後妻を治療と共に実母そっくりに整形したり、ある人気アイドル歌手の美貌も自分が整形で作りだした物である事を語っている。さらには、中国人医師からもらった本で針麻酔を勉強し（第55話『ストラディバリウス』）、自身の患者に対して催眠術までをも使っていた（第9話、第10話『ふたりの修二』）。また、コンピュータ（増刊号『U-18は知っていた』）や宇宙人、数千年前のミイラや幽霊など医者の仕事の範疇を超えた存在をも「治療」しているが、患者が何者であろうとその態度は終始一貫しており、宇宙人に対しても高額の治療費を請求していた（第211話『未知への挑戦』）。一方、内科など専門でないことを診察の断りの口実にすることもある。処置や判断の速さもかなりのもので、複数の患者を同時に治療することもある（第73話『こっぱみじん』、第239話『流れ作業』）。なお、ブラック・ジャック自身が負傷している場合であっても患者を優先する（第48話『電話が三度なった』、第181話『通り魔』）。また、局所麻酔を打ち、鏡を見ながら自分自身を手術したことも作中で数度あるが、それを最初に行った際には自分の手の届く範囲に十分な数の止血鉗子を置くことを忘れるというミスを犯したため、危うく失血死するところであった（第16話『ピノコ再び』）。以降の自分自身に対する手術についてはミスは無い（第123話『ディンゴ』、第233話『骨肉』）。
病理学に関しても関心があるようで、強く好奇心をそそられた珍しい症例に対しては無報酬で手術を引き受けることもある（第206話『山猫少年』）。また、手術で稼いだ報酬を投入して個人的な研究を行うこともあるようである。恩師の本間丈太郎を引退に追い込んだ謎の血腫「本間血腫」を治療するために7000万円もつぎ込んで研究を重ね、人間の心臓のサイズと変わらない精密な小型の人工心臓「ブラック・ジャック式人工心臓」を開発したり（第163話『本間血腫』）、本職の技師顔負けの見事な義手・義足を作り上げたこともあった（第142話『盗難』）。

## 報酬・診療時の対応
ほとんどの場合、患者に（原作の連載当時、貨幣価値が後年より数倍高かったことを考慮しても非常に）高額の手術料を請求するため、無免許であることと合わせて医学界では評判が悪いが、公然と大学病院で患者の指名、あるいは病院の依頼を受けて執刀するエピソードも描かれていることから、他の医師から頼られている部分もあるようである。
高額な治療費を請求するのは金持ちに限らず、患者が貧乏であってもほぼ同じである。その理由については、ある依頼主が「金額が高すぎて、私たち普通のサラリーマンじゃ払えない」と愚痴をこぼしたとき、「私は人の命を助けるための覚悟を確認しているんだよ。お前さんにはその覚悟はあるのか？ 命が助かるならこんな金も安いもんだ」と発言している。また、高額な治療費を請求する一方で支払期限は一切設けず、長々と待ってくれることも多い。ただし、治療費を払おうとしない患者には借金取りのように付きまとうことも多い。
患者の置かれた状況によっては周囲に冗談と思われるほど低額の手術料しか受け取らなかったり、まったくの無償で手術を行ったこともある。また、患者の負傷・発症の原因が明確であれば、その原因を作った企業や団体に直接請求する。何らかの価値（金銭価値に限らず）を認めた物品を受け取ったり、無理難題を突き付けて手術料代わりにすることもあった。一旦受け取った高額の手術料のほとんどを、患者に返却することもある。ただし、慈善行為として困った人には低額ないし無料で診療する旨を本人が明言したことは一度も無く、気まぐれで免除したかのように振る舞っている。妻の手術代を払えない夫と息子に対し、本人の申し出によるとはいえ容赦なく臓器を摘出させる誓約書を書かせたうえ、それを故意に紛失して紛失届を警察に提出したこともある。一度低額で治療を約束した後は徹底し、ラーメン1杯分代だけを請求した一文無しの患者が、後に裕福になって「望むだけの手術料を払う」と言ったにもかかわらずそれを断り、最後までラーメン1杯分にこだわった。
無免許であることを理由に警察に捕まった場合、釈放を条件に無料で手術することが多い。これを逆手にとり、ブラック・ジャックに何度も無料で手術させている刑事もおり、その刑事の一言でブラック・ジャックは嫌々ながらも毎回動くので、彼だけはどうしようもないと思っているようである。
手術をしても病気を治すことができなかった場合や、完治した直後に何らかの事故などによって患者が死亡してしまった際は、たとえ自分にまったく落ち度がない場合であったとしても治療費の受け取りを拒否し、治療費が支払われていても全額返却する。例えば、銃殺刑にされた患者について治療費が用意されていたにもかかわらず、受け取りを拒否して立ち去っている。
少年時代に苦労した経験から子供には優しく、手紙を送ってきた子供の相談に無償で応じたりもしている。その一方で悲鳴(声を失ったアイドル)、インベーダー(空からの侵略者)などのように治療や現実に真剣に向き合う意思が足りない患者に対しては敢えて突き放す態度をとったり事実よりも重い診断を下して発奮を促すこともある。また、非常に義理堅くもあり、世話になった人物や恩人、その肉親、ピノコと親しい人物などに対しては無償あるいは低額で治療する。自分の無実を証言してくれた会社員を救うため、自動車、モーターボート、さらには病院までそのまま買い取ったことがある。動物に対しても同様で自分の命を救ってくれた熊のために数千万の金を惜しげもなく出したこともある。患者に対しても一度引き受けたからには献身的に治療し、回復後に家族のもとへ戻る途中に交通事故で患者が死亡してしまった際には事故を起こした人物を執拗に追いかけ続け、遺族に謝罪させたことがある。また、現代医療技術では治療の見込みのない若い夫婦のため、ソ連の極秘研究の冷凍睡眠装置の使用権を獲得してきたり、大富豪の老人が報酬とは別になんでも言うことを聴くといった際には、遺産目当ての若妻との離婚を勧めたりするなど、術後の経過や治療の過程はもちろんのこと、患者のプライベート面にもそれなりに思いやりを見せることもある。
生に対する醜い欲求などの利己的な動機に基づく依頼には、容赦なく高額な料金を即支払うよう請求する傾向がある。患者や周りの人物があまりにも悪質であった場合、最後まで治療する意志を見せなかったこともあり（第81話『宝島』、第88話『報復』）、第1話『医者はどこだ!』では不当に死刑宣告を受けた少年を救うため、本来の患者である非行少年を一切治療せず、結果的に見殺しにしている。
基本的に自殺を嫌う傾向にあり、勤務先の経費を男に貢いだために自殺しようとした見ず知らずの女性から、自殺用の毒薬を騙し取られた金額と同じ3000万円（同じ場に居合わせた患者の治療費）で買い取ったり（第121話『曇りのち晴れ』）、愛着のあるケヤキが切られることになった老人の自殺を察知して張り込み、自殺に踏み切ったところをすぐに助けて手術したり（第199話『老人と木』）、目の前で飛び降り自殺を図った少年を本人の意思に反して手術したり、作り話を使って何人も自殺を思いとどまらせたりと、かなり徹底している。中には自分の患者（金貸し）の取り立てによって自殺に追い込まれた家族を救った際、治療費をほとんど請求しないどころか、金貸しの治療費として受け取った一家の財産に関する書類を「予防薬」として一家に返還したうえ、自身の取り分も返還させられて落胆する金貸しに対しても、今後の発病の際に無料同然で治療することを確約したことすらある。なお、自殺を嫌うといっても無条件で自殺志願者に優しいわけではなく、「助からないと言われて自殺するやつは生きてたって生きがいを持とうとしない」と言い放ったこともある（第94話「侵略者（インベーダー）」）。その一方、自分が関知しない場での自殺、あるいは完遂済みの自殺については割り切っているようであり、一家心中した家族の遺体の皮膚を「誰も文句を言わないから」と手術に使ったこともある。
美容整形に関しては、有名アイドルの替え玉作りを頼まれた際、替え玉の方に「健康な人の顔をいじくるのは気が進まない」と諭すことが多いが、金さえもらえれば行うようである。また冤罪を着せられた看護婦の復讐のために、整形手術を本人の事前の承諾なしで行なった事もある（118話「きみのミスだ」）。
安楽死を商売とするドクター・キリコとはたびたび衝突しているが、彼自身も医者であることに加え、共通の目的のためには手を組むこともあり、お互いの腕は認め合っている（ドクター・キリコも決して安易な気持ちで安楽死を行っているわけではなく、安楽死はあくまで手の施しようのない重傷患者を苦痛から解放するために行う最終手段であって、通常は「治せる患者は治す」のが彼の基本方針である）。ドクター・キリコが謎の伝染病「グマ」に感染した際には、肝臓を半分切除する手術で彼の命を助けている。
以上のようにブラック・ジャックは膨大な金を稼いでいるように見え、ある闇組織は100億ドル稼いだと推測している。しかし、空き巣がブラック・ジャックの家に入った時は大量の現金や預金通帳を見つけられず、ある闇組織が金融機関口座を調べた時には1000万円程度しか確認されなかった。その一方、現金で20億円を即座に用意した場面もある（第211話「助け合い」）。金の使用方法は自然保護や老人ホームなどへの援助（第25話「灰とダイヤモンド」）、そして後述の不発弾処理の関係者に対する復讐用の資金などである。また、上記のように医療技術の研究についても使っているようでもある。作中に請求した最も多額の治療費は150億円であり、詐欺めいた方法ではあったが、話の流れからこれはしっかり受け取ったようである（第73話「こっぱみじん」）。

## ライバル
作中には、特にライバルと言える人物は出てこない。ドクター・キリコは出てくるたびに、なんらかのかたちでブラック・ジャックと衝突しているが、技術を競う間柄ではなく、医療に対する考え方の相違によっている。ブラック・ジャックに比肩する優れた医療技術を持つ医師は何人か登場したことがあるが、ブラック・ジャックは大体において超然としており、彼らを敵対視したり腕を競おうとしたことはほとんどない。ただ、『過ぎ去りし一瞬』に登場した外国の神父で医師でもあったファスナーという人物は、同じくらいのレベルの医療技術を持つ「仲間」を欲しているブラック・ジャックが唯一「ライバル」と呼んだことがある（但し、ブラック・ジャックはどちらかと言えば敬意を持っていたような描写である）。ただファスナー神父は神の力で奇跡的な手術を行っただけだと主張しており、また利き手の指をなくしてしまったので、ファスナーへのブラック・ジャックのアプローチは独り相撲に終わっている。他にも本間丈太郎等の人格的・技術的に優れた医師や、医師に限らず優れた技術を持つ人間に対しては、敬意を払うこともある。
逆に、自分の地位や名声を鼻にかけるばかりで実力が伴わない医師に対しては容赦ない。海外から訪れた有名人の娘である難病患者の手術を前にして「自分以外でこの手術をする者は身の程知らずだ」「ブラック・ジャックなど知らない」とテレビの取材で大言壮語し、その一方で同じ病気の別の患者の治療を（無名の一般庶民だからという理由で）冷淡に拒否したA大病院の板台教授に対しては激しく敵愾心を燃やし、「男としての意地（本人談）」から板台教授が治療拒否した同じ病気の患者の手術を、自分が執刀したことを伏せるのを条件に引き受けたことがある。その際には手術の開始時刻まで板台教授に合わせて術式を開始し、「こうなれば教授と勝負だ」などと発言するなど、徹底的な対抗心を露わにしていた。結果、過去に数回成功している板台教授の手術は失敗して患者は死亡し、逆にブラック・ジャックはその手術は初めてであるにもかかわらず、見事に成功して患者の少女は元気になった姿で板台教授の前に現れ、教授は驚愕してプライドを完全に潰されることとなった（『はるかなる国から』）。

## 趣味・嗜好
作中ではブラック・ジャックが何らかの趣味に興ずる場面はいっさい描かれていない。「わたしゃ商売（医療）以外には関心がないんだ」という発言と合わせると、趣味はないようである。医療以外の特技として、メスをダーツのように投げつけることがあり、銃を構えた相手の銃口にメスを投げ入れるなど狙いは極めて正確である。少年時代、ダーツを復讐の道具に選び、授業をサボってまで練習に明け暮れていた。そのほか、喧嘩における格闘については強いほうであることが描写されている。
食事に関しては庶民的でありグルメではない。海外出張も多く外食が多いので、お茶漬けが食べたいと言ったり、大金を持っているのにレストランでカレーライスを注文したりする場面がある。「ボンカレーはどう作ってもうまいのだ」とおふざけ調子で言ったことがあるが、その一方でピノコが作るカレーがいつまで経っても不味い事に嘆いていた。もっとも、美味しいという評判の寿司屋にわざわざ遠方から通い詰めた事もある（この時は寿司を食わせる事を条件に、高額の手術の報酬の代わりとしている）。また居酒屋での一ヶ月飲食無料を手術代の代わりとした事もある。
喫煙者。パイプを愛用しているが、通常の巻き煙草を吸っている場面もある。上記のとおり、酒を飲んでいる場面は多いが、酔っぱらった場面はない。酒の場面は、前述の桑田このみとの出会いの場や、殺人事件への関与を疑われた際の無実を証明するアリバイ、コレラ感染の疑いを持つきっかけになるなど、作中の転機に絡んでいることも多い。

## 住居
人里離れた海を臨む崖の上に建てられた石造りのコロニアル調の一軒家（ただし外見は木造に見える）を病院兼自宅とし、ピノコと暮らしている。住所は「T県××町○○番地」と伏せ字で表現されている。ブラック・ジャックが医師を開業したての頃に見つけて購入した。
かなり老朽化していて、あちこち壊れっぱなしのところがあり、また、リフォーム時に一部の施工が完了していない状態となっている。ブラック・ジャックが家を購入したとき、もともとこの家を建てた丑五郎という老大工が是非自分にやらせて欲しいとリフォームにやってきたが、丑五郎は作業中に体調に異変をきたし、白血病であることが判明したためブラック・ジャックは彼をそのままこの建物に入院させる。丑五郎は入院後もリフォーム作業を続けるがやがて症状が進行し、当時まだ大学出たてだったブラック・ジャックの手には負えなくなり、別の病院へと移っていった。ブラック・ジャックは丑五郎の病気が治ってリフォームの続きを行うことを信じ、建て替えずに今も待っている。
ただし、一部のエピソードでは、台風や地震などで全壊したことがあり、その場合でも次回作では元の状態に戻っている。

## 復讐
前述の不発弾爆発の原因であった土地の請負に関係した5人を探し出し、報復することを誓っていた。作中で登場したのはそのうちの2人で、1人目の井立原は大量の地雷が埋まった孤島のど真ん中に水筒とサンドイッチを持たせて置き去りにし、恐怖を味わわせた。脱出する寸前に油断して爆発を起こして（サンドイッチと水を消費して喉が渇いたところに水溜まりを見つけ、喜んで水筒を放り出してしまい、その水筒が地雷に当たり爆発した）重傷を負ったものの、ブラック・ジャックが完治させている（術後、爆発現場の立入禁止の看板を撤去したことを認める供述を録音した）。
もう一人の男姥本はブラック・ジャックが見つけたときには末期の癌であった。復讐をするため（と別条件を付加して）低額で（とはいえ娘は自分の持ち家を処分して費用を捻出する必要があった）手術をし完治させたものの、姥本は復讐を実行する前に心臓発作で死亡してしまう。娘からは「父は満足して死んでいった」と聞かされ、ブラック・ジャックは復讐するつもりだったことを教える。娘からは終始「先生はそんな人ではない」と否定されるものの、娘を追い出した後に苦渋に満ちた表情で机を拳で叩く様子を見せており、復讐に至れなかったことを悔やむ様子をうかがわせている。このエピソード以降、ブラック・ジャックが復讐を実行する話は描かれなかった。
OVAから続くテレビアニメシリーズでは復讐にまつわるストーリーは一切映像化されなかった。しかし、アニメシリーズを締めくくる『ブラック・ジャック21』において初めてオムニバス形式ではない長大な一本のストーリーが展開され、設定変更を交えつつ不発弾事故や彼の家族に関わるすべての問題に決着が付けられる事となった。アニメシリーズでは、ブラック・ジャックの義理の祖父である全満徳がすべての黒幕かつ最大の敵として設定されている。

## ブラック・ジャックを演じた人物

### アニメ声優
ブラック・ジャック
- 伊武雅之 - 『100万年地球の旅 バンダーブック』（1978年）、『火の鳥2772 愛のコスモゾーン』（1980年）
- 野沢那智 - 『海底超特急マリンエクスプレス』（1979年）、『鉄腕アトム』（第2作）（1981年）『ブレーメン4 地獄の中の天使たち』（1981年）※大塚がブラックジャックを演じていたテレビアニメ版でも野沢は琵琶丸役で出演していた。
- 大塚明夫 - OVA版以降のアニメ作品（1993年以降）、当初予定されていた内藤剛志が急病となり他の役でキャスティングされていた大塚が急遽演じることとなった。

間黒男時代（若い頃）
- 関智一（高校時代） - テレビアニメ版（2005年）
- 百々麻子（幼少時代） - テレビアニメ版（2005年）、劇場アニメ『ふたりの黒い医者』（2005年）、テレビアニメ版『21』（2006年）
- 梅原裕一郎（大学時代） - 『ヤング ブラック・ジャック』（2015年）

### その他の声優
- 岸田森 - ラジオドラマラジオ劇画傑作シリーズ『ブラック・ジャック』（1977年）
- 時任三郎 - ラジオドラマ『ブラック・ジャック』（1993年）
- 神谷浩史 - ゲーム『アトム:時空の果て』（2017年）
- 東山奈央 - ゲーム『絵師神の絆』（2019年）[11]

### 実写俳優
- 宍戸錠 - 映画『瞳の中の訪問者』（1977年）
- 加山雄三 - テレビドラマ『加山雄三のブラック・ジャック』（1981年）
- 隆大介 - オリジナルビデオ版（1996年）
- 本木雅弘 - TBSスペシャルドラマ版（2000年・2001年）
- 岡田将生 - 日本テレビスペシャルドラマ版（2011年）
- 上田堪大 - 舞台『漫劇!! 手塚治虫 第四巻 The Fusion of Comics & Theater』（2017年）
- 大塚明夫 - 舞台『漫劇！！手塚治虫 第5巻 The Fusion of Comics & Theater』（2024年）
- 大迫一平 - 舞台『漫劇！！手塚治虫 第5巻 The Fusion of Comics & Theater』（2024年）
- 高橋一生 - テレビ朝日単発ドラマ版（2024年）
- 坂本昌行 - 舞台版（2025年）[12]

### 宝塚歌劇
- 安寿ミラ-『ブラック・ジャック 危険な賭け』（1994年）
- 初風緑-『ブラック・ジャック 危険な賭け』（1994年）
- 未涼亜希-『ブラック・ジャック　許されざる者への挽歌』(2013年）[13]
- 月城かなと-『ブラック・ジャック 危険な賭け』（2022年）[14]

## 他作品での登場
本来ブラック・ジャックは、同名の漫画作品の主人公であるが、作者の手塚治虫が自分の作品でスター・システムを採用しているため、他作品においても登場している。同じくブラック・ジャックの名で医師として登場するもの、同名だが医師以外の立場で登場するもの、別名で単に容姿が同じだけのもの（俳優が別の役柄を演じるようなノリ）など、いろいろなパターンがある。
『100万年地球の旅 バンダーブック』
ブラック・ジャックとして登場。宇宙海賊という設定で主人公たちの行く手を阻む。
『海底超特急マリンエクスプレス』
ブラック・ジャックとして登場。天才的な外科医であり、高額な手術代を吹っかけるところも同じ。手術代が未払いの伴俊作（ヒゲオヤジ）を追ってマリンエクスプレスに乗り込む。ピノコも登場する。ほぼ原作準拠ながら、開業地がロサンゼルス郊外である、キリコと面識が無いなどの差異もある。
『ブレーメン4 地獄の中の天使たち』
ブラック・ジャックとして登場。反体制レジスタンスのリーダーであり、終盤に正体が判明する。
『火の鳥2772 愛のコスモゾーン』
ブラック・ジャックとして登場。政治犯の労働キャンプの所長であり、主人公ゴドーの旅立ちに協力する。
『手塚治虫が消えた!? 20世紀最後の怪事件』
ブラック・ジャックとして登場。設定もそのままであり、天才的な外科医としてストーリーにかかわっていく。
『鉄腕アトム (アニメ第2作)』
第27話「ブラックジャックの大作戦」に、原作準拠の天才外科医として登場。時間旅行者による事故を収拾するため、アトムとともに活躍する。この話は原作者の手塚治虫が脚本を担当しており、他にロック・ホーム、サファイア、『W3』のプッコ、さらには手塚自身（にそっくりなキャラクター）が登場する。
『ミッドナイト』
ブラック・ジャックとして登場。設定もそのままであり、天才的な外科医としてストーリーにかかわっていく。
『火の鳥（望郷編）』
「フォックス」という名の暴走族のリーダーとして登場。鬚を生やしており、髪も黒ベタ一色。
『四谷快談』
1コマのみ登場。
『ブッダ』
登場人物、アマンダが病気で苦しんでいるとき、同行していた人物のアヒンサーが病気のせいでブラック・ジャックに見えたというシーンがある。また、ブッダがルリ王子に「つまり、私は医者だ」と発言するコマのブッダの顔には縫い目が走り髪型もブラック・ジャックのそれになっている。

### 手塚作品以外の登場作品
作者とは関係のない漫画にもゲストキャラクターとして登場している。ギャグ漫画などでは、ツギハギや白黒の髪といった特徴的なキャラクターからパロディキャラクターにされやすく、もっぱら難癖のある外科医として描かれている。以下は手塚プロダクション公認の作品。
『RAY』
吉富昭仁の漫画作品。
劇中でブラック・ジャックとうかがえる謎の人物「B.J.」が主人公の零（レイ）に物体（特に人体）を透視させる特殊な眼球を移植し、それによる透視能力を得た彼女は凄腕の女医となる。
アニメ版では零に「ブラック・ジャック」と呼ばれるほか、『ブラック・ジャック』のOVA版やテレビアニメ版と同じく声を大塚明夫が担当するなど、ブラック・ジャック本人であることがより明確にされているが、顔は画面内に映らないように描写されている。

『PLUTO』
浦沢直樹の漫画作品。手塚治虫の漫画『鉄腕アトム』内の一エピソード「地上最大のロボット」が原作。
「日本人の医者」が登場する場面がある。顔は映らないものの、無免許、法外な値段、「正確にはもぐりの医者」という表記、確かな腕などから、ブラック・ジャックであることをうかがわせている。

『神は天にいまし 世はすべてことも ないわきゃあない』
田中圭一によるパロディ漫画。「COMIC CUE」手塚治虫トリビュート特集号（手塚プロダクション公認）の巻頭に掲載された後、『田中圭一最低漫画全集 神罰』に収録されている。
友人（ロック・ホーム）を「おまえさん」呼ばわりする。ギャルゲーをプレイするだけの内容なので、ブラック・ジャックの職業を匂わす描写は無い。

『ASTRO BOY・鉄腕アトム -アトムハートの秘密-』
セガ発売、トレジャー開発によるゲームボーイアドバンス用ゲームソフト。『鉄腕アトム』をメインの題材とした手塚作品のクロスオーバー作品。
ブラック・ジャック本人として登場。終盤でアトムの依頼により、ある人物が罹患している「ドルメヒカ症候群」の手術を行う。

『ヤング ブラック・ジャック』
脚本：田畑由秋 / 漫画：大熊ゆうごによる漫画作品。
1960年代が舞台とされ、医科大学在学中の間黒男を主人公としている。高校時代のエピソードや、ボンカレーとの出会い（1968年に新発売）といった本編の設定を補完するようなエピソードもある。

『ブラック・ジャック 〜青き未来〜』
脚本：山石日月 / 漫画：中山昌亮による漫画作品。
本編のX年後を舞台とし、60歳くらいに老いて突然に昏睡状態になるという原因不明の難病を患っているブラック・ジャックを描く。

『深夜！天才バカボン』
2018年放送のテレビアニメ。
第1話でゲスト出演し、『ブラック・ジャック』の原作で見られたような毒舌や放送局への皮肉などメタ台詞を交えながら、バカボンのパパとバカボンの整形手術を行った。声は大塚明夫が担当。

『#こんなブラック・ジャックはイヤだ』全5巻
漫画：つのがいによるパロディ漫画。ブラック・ジャック、ロック、キリコ、ピノコを中心としたギャグマンガである。登場キャラは手塚作品全般にわたるが、『ブラック·ジャック』やロックがらみで『バンパイヤ』、『ブッキラによろしく!』のキャラとも共演している。一応現在を舞台にし、患者もキリコ、ロックのみで貧しいという設定。他に七色いんこの自宅に勝手に上がりこみ料理の解説したり（『ビンボーレシピ』、実はいんこに無断で動画配信していた）、学園編では全員学生として大人の姿のまま登場する。ギャグ漫画なので奇行が目だつキャラ崩壊や、原作の作られた時代にはなかったスマートフォンやInstagramを題材にした作品などがあり、作者曰く、これは「原作と間違われるのを防ぐため」である。